# رخصة القيادة في بلجيكا
رخصة القيادة في بلجيكا في بلجيكا ، رخصة القيادة هي حق حكومي لمن يطلب ترخيصًا لها لأي من الفئات التي يرغبون فيها. وهي مطلوبة لكل نوع من المركبات الآلية. عمر الحصول على رخصة قيادة هو: 18 سنة لسيارة ، 21 سنة للحافلات ومركبات الشحن وما بين 18 و 24 سنة للدراجات النارية حسب قوة حصانها.

## الحصول على رخصة قيادة
يمكن الحصول على رخصة القيادة البلجيكية بعد الانتهاء من مدرسة لتعليم القيادة واجتياز اختبار على مرحلتين اختبار النظري واختبار الطريق. إلى جانب الهولندية والفرنسية والألمانية ، يمكنك أيضًا التقدم للحصول على رخصة القيادة باللغة الإنجليزية.